# Approximant de Padé

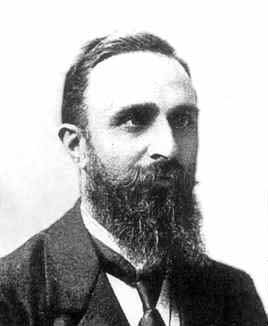
Le concept de l'article doit son nom au mathématicien français Henri Padé (1863-1953).

En mathématiques, et plus précisément en analyse complexe, l'approximant de Padé est une méthode d'approximation d'une fonction analytique par une fonction rationnelle. En ce sens, elle est un peu analogue à un développement limité qui approche la fonction selon les mêmes critères à l'aide d'un polynôme.
De même que les développements limités forment une suite appelée série entière, convergeant vers la fonction initiale, les approximants de Padé apparaissent comme les réduites de diverses fractions continues (généralisées) dont la limite est aussi la fonction initiale. En ce sens, ces approximants font partie de la vaste théorie des fractions continues.
En analyse complexe, les approximants offrent un développement dont le domaine de convergence est parfois plus large que celui d'une série entière. Ils permettent ainsi de prolonger des fonctions analytiques et d'étudier certains aspects de la question des séries divergentes. En théorie analytique des nombres, l'approximant permet de mettre en évidence la nature d'un nombre ou d'une fonction arithmétique comme celle de la fonction zêta de Riemann. Dans le domaine du calcul numérique, l'approximant joue un rôle, par exemple, pour évaluer le comportement d'une solution d'un système dynamique à l'aide de la théorie des perturbations.
Le développement d'une fonction en fraction continue est utilisé pour la première fois par Leonhard Euler, pour démontrer l'irrationalité du nombre e. Une stratégie plus élaborée permet à Jean-Henri Lambert de montrer celle de π. Cette notion est développée plus systématiquement par Henri Padé et érigée en théorie à part entière.

## Préambule

### Présentation du concept

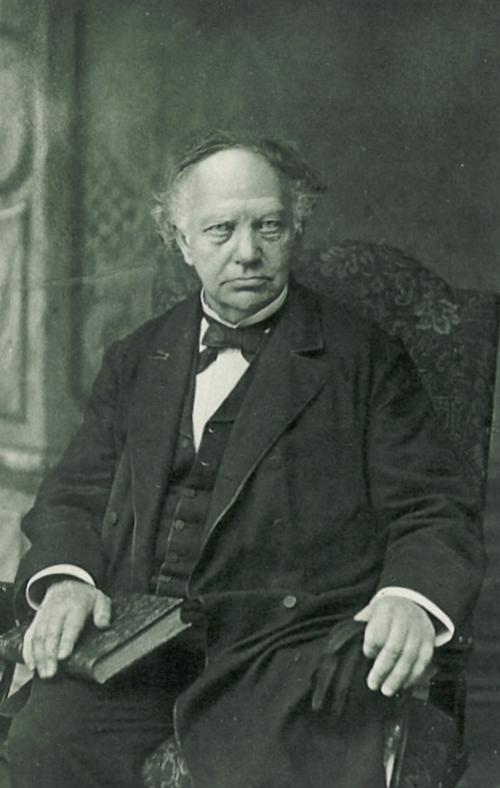
Charles Hermite utilise ce qui est maintenant appelé un approximant de Padé pour démontrer la transcendance de e en 1873.

Il est utile d'approcher une fonction donnée par une suite de fonctions aisément calculables. Cette démarche est à l'origine de la théorie des séries entières consistant à approcher de plus en plus précisément une fonction analytique à l'aide de la suite de ses développements limités. Les développements limités, puis les séries entières offrent de nombreuses possibilités comme le calcul d'une limite ou la résolution d'une équation différentielle.
La démarche de Padé est, à beaucoup d'égards, analogue à celle des séries entières. L'objectif est d'approcher « le mieux possible » une fonction analytique à l'aide d'une fraction rationnelle. « Le mieux possible » signifie ici que pour un couple (p, q) d'entiers positifs donné, la fraction rationnelle h/k est telle que les polynômes h et k sont de degrés majorés respectivement par p et q et son développement limité « colle » le mieux possible à celui de la fonction f. Si les deux développements limités coïncident jusqu'à l'ordre p + q, une telle fraction est un approximant de Padé de f.
De même qu'il est intéressant de considérer la suite des développements limités, il est judicieux d'étudier les suites d'approximants, de plus en plus précises et convergeant vers la fonction f. Ces suites peuvent toujours s'exprimer sous forme de fractions continues (généralisées). Dans le cas des polynômes, les développements limités sont indexés par un entier positif, ce qui engendre une suite naturelle : la série entière. Les approximants de Padé sont indexés par un couple d'entiers positifs, engendrant une infinité plus complexe de suites. D'autres causes rendent l'approche plus complexe. La somme, le produit, la dérivée ou la primitive d'approximant de Padé n'ont aucune raison d'être encore un approximant de Padé.
Ces suites offrent néanmoins quelques avantages que n'ont pas les séries entières. La nature arithmétique d'un nombre comme π ou e est plus simplement mise en valeur. Les preuves de l'irrationalité de π et de e, comme celles de leur transcendance, se fondent naturellement sur cet outil. Les suites d'approximants de Padé possèdent parfois un autre avantage. Certaines fonctions, comme la fonction zêta de Riemann, sont initialement définies par des séries dont le domaine de convergence est limité par la présence des pôles, c'est-à-dire des espèces de montagnes qui grimpent jusqu'à l'infini. La série entière ne permet pas de voir plus loin qu'un pôle. Les approximants de Padé possèdent le mérite de permettre de voir l'autre versant des pôles. Le caractère parfois plus vaste du domaine de convergence d'une suite d'approximants de Padé par rapport à une expression sous forme de série entière est donc un atout non négligeable. La physique ou l'astronomie offrent des exemples d'application. L'étude d'un système dynamique un peu complexe peut nécessiter le recours à la théorie des perturbations, les solutions sont souvent des fonctions analytiques exprimées sous forme de séries entières. Or la présence de pôles impose parfois un rayon de convergence trop petit pour permettre un calcul effectif intéressant. Ce phénomène se traduit par le besoin de calculer la limite d'une série divergente. Trouver une bonne suite d'approximants de Padé permet d'élargir le domaine de convergence, le comportement de la fonction analytique est ainsi connu sur une plus vaste étendue et le calcul effectif de la limite est possible.

### Approche par la fraction continue
Une fraction continue permet d'approcher un nombre réel avec une précision aussi bonne que souhaitée. Une démarche analogue peut être appliquée aux fonctions analytiques. Une fonction analytique f se développe en série entière ; si t0 est un point de domaine de définition de f et t un scalaire de module strictement inférieur à r, le rayon de convergence de f au point t0, il est possible de développer f de la manière suivante : f(t0 + t) = α0 + αn1tn1 + …. Ici, αn1 ainsi que les coefficients suivants, sont choisis non nuls. Pour cette raison, n1 n'est pas nécessairement égal à 1. Il existe une fonction analytique f1 définie en 0 et telle que
Un traitement analogue sur la fonction f1, puis f2, montre qu'il est encore possible d'écrire la fonction f de la manière suivante :
Cet algorithme, bien que naïf et impliquant des calculs laborieux, permet d'approcher la fonction analytique f par une fraction rationnelle. Si f est elle-même une fraction rationnelle, il existe une valeur p tel que fp soit une fonction constante et le processus s'arrête ; dans le cas contraire, le processus continue indéfiniment. Cette configuration est analogue à celle des nombres rationnels pour la fraction continue.
On utilise dans cet article la notation de Pringsheim :
Si le processus est arrêté à la pe étape, on obtient une fraction rationnelle qui « approche » la fonction initiale f et qui est un exemple d'approximant de Padé.
Pour une raison de simplicité, dans la suite de l'article, la valeur t0 est choisie nulle.

### Fonction tangente
Pour illustrer cette démarche, considérons la fonction fonction tangente, l'un des premiers exemples historiques de fonction analytique dont le développement en fraction continue est calculé, par Lambert :
Appliquons l'algorithme naïf du paragraphe précédent au point t0 = 0. La valeur a0 est égale à 0 et n1 à 1. On obtient une première fraction rationnelle h0(t)/k0(t) approchant la fonction tangente :
Prolongeons le calcul :
On obtient une nouvelle expression plus précise de la fonction tangente :
Par une autre méthode, Lambert découvre une formule de récurrence permettant de calculer plus rapidement hn(t)/kn(t) :
Il démontre de plus la convergence des quotients hn/kn vers la fonction tangente. Il remarque même que « toutes ces suites sont plus convergentes, que ne l'est aucune progression géométrique décroissante », ce qui est la clé de sa démonstration de l'irrationalité de π.

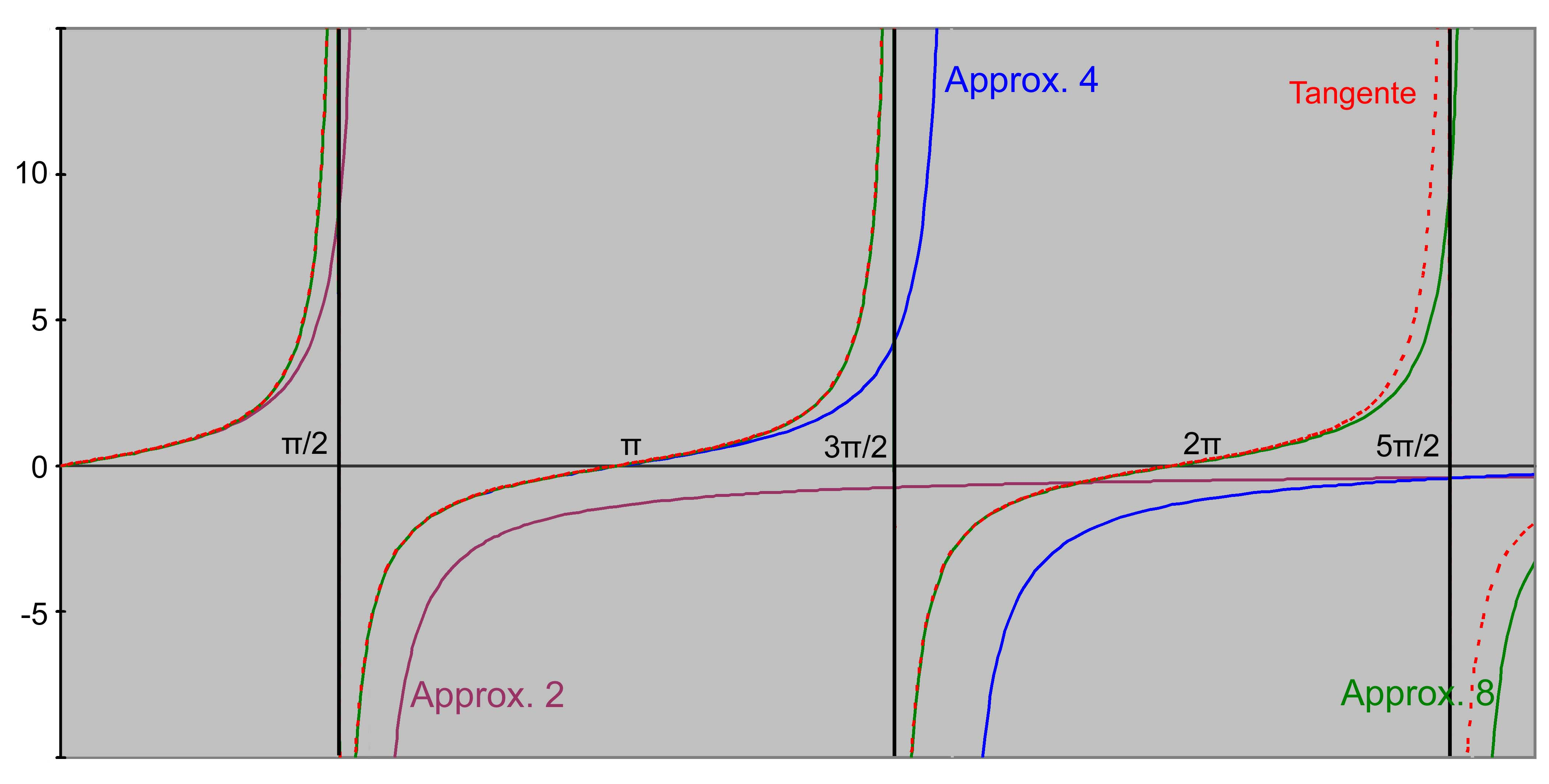
Dans cet exemple, la suite des approximants de Padé « avale » les pôles et fournit une approximation sur tous les nombres réels, à l'exception des pôles.

Une analyse plus précise montre que si t n'est pas de la forme kπ + π/2, où k est un entier, hn(t)/kn(t) tend vers tan(t).
Les approximations successives permettent d'« avaler » les pôles de la fonction tangente. Sur les réels positifs, la deuxième approximation, en violet sur la figure, simule le premier pôle avec une asymptote à √3 au lieu de π/2. La quatrième approximation, en bleu, ne diffère pas de manière visible de la fonction tangente, en rouge sur le graphique, sur l'intervalle [0, π]. Elle possède deux pôles sur les réels positifs. La huitième approximation, en vert, « colle à la fonction tangente » sur l'intervalle [0, 2π] et possède 4 pôles positifs dont 3 sont visibles sur la figure. De manière plus générale, si n est un entier strictement positif et ε un réel strictement positif, la suite des approximants converge uniformément sur la réunion des intervalles [0, π/2 – ε] et [(2j–1)π/2 – ε, (2j+1)π/2 + ε] où j varie de 1 à n.
Cette capacité à « avaler les pôles » est l'un des attraits des approximants de Padé,[réf. nécessaire] d'autant plus fort que ce résultat reste valable si les fonctions sont considérées comme complexes de la variable complexe. À la différence des séries entières, les approximants de Padé fournissent des informations sur la fonction tangente en dehors du disque de rayon π/2. Cette propriété est utilisée pour[source insuffisante] l'étude de la fonction zêta de Riemann.

### Fonction exponentielle
Il est possible d'appliquer un algorithme un peu de même manière avec la fonction exponentielle. On peut par exemple, établir une expression en fraction continue :
L'algorithme utilisé est ici un peu différent. Les numérateurs ne sont plus des constantes mais des fonctions affines. En revanche une propriété reste commune : le développement limité des fractions hp/kp à l'ordre égal à la somme des degrés du numérateur et du dénominateur est identique à celui de la fonction exponentielle.
Il existe de multiples expressions différentes de la fonction exponentielle sous forme de fraction continue, ce qui amène une série de questions d'ordre général sur les approximations par des fractions rationnelles d'une fonction analytique. Quatre sont particulièrement importantes aux yeux de Padé : pour un couple d'entiers strictement positifs (p, q), existe-t-il une fraction rationnelle h/k telle que h soit un polynôme de degré p, k un polynôme de degré q et telle que la fraction ait le même développement limité à l'ordre p + q que la fonction exponentielle ? Existe-t-il des relations de récurrence permettant de passer d'un approximant à un autre à l'aide de formules analogues à celles présentées dans cet exemple ? Ces formules de récurrence permettent-elles d'établir des fractions continues ? Enfin, ces fractions continues convergent-elles vers la fonction cible ?
Ces réponses, toutes positives pour la fonction exponentielle, sont l'objet de l'article détaillé. Cet exemple est choisi par Padé pour introduire sa théorie.

## Fragments d'histoire

### Origine

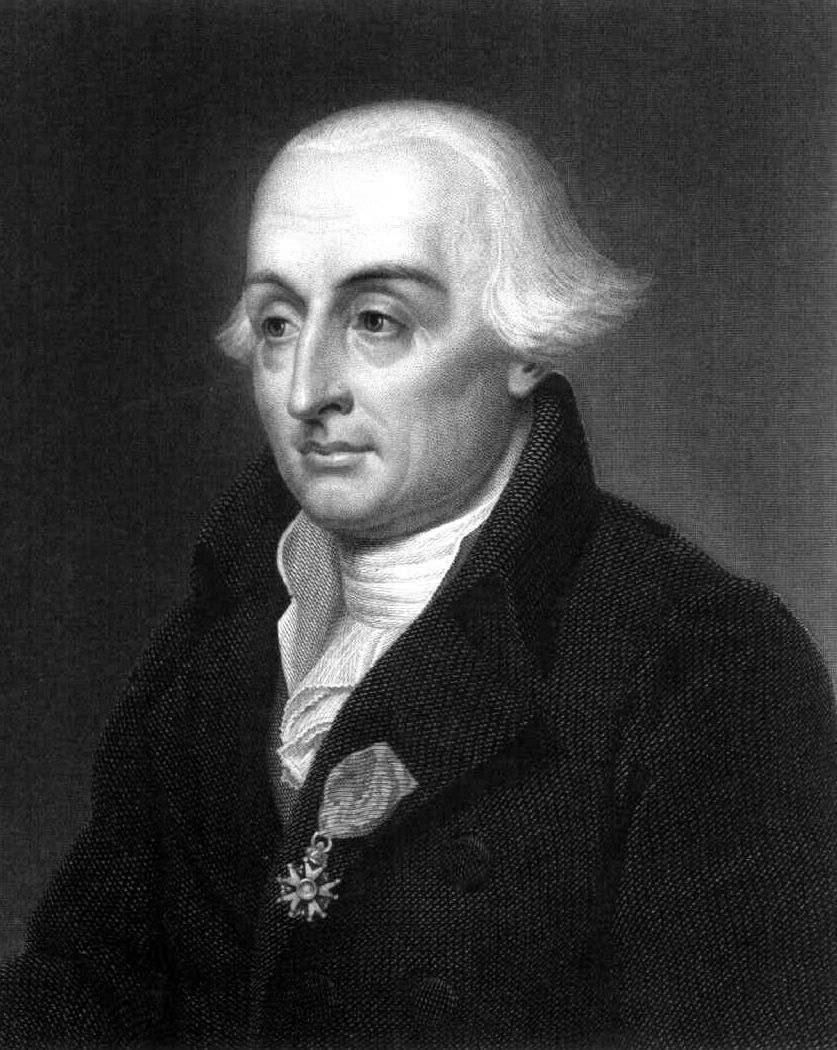
Lagrange énonce une propriété sur des réduites de fractions continues correspondant à notre définition moderne d'approximant de Padé.

Padé place l'origine de ses approximants aux travaux d'Euler (1707-1783) avec sa démonstration de l'irrationalité de e. Il est vrai qu'une formule d'Euler permet d'exprimer la fonction exponentielle sous forme de fraction continue, mais d'une forme très particulière : chaque réduite est non seulement une fraction rationnelle mais un polynôme (la somme partielle de la série entière exp). Lambert (1707-1777) franchit un pas fondamental en développant des fonctions, ce qui lui permet de démontrer que si un nombre réel non nul t est rationnel, alors ni tan(t), ni exp(t) ne l'est, démontrant par là l'irrationalité de π. Il développe en fraction continue non seulement tan(t) mais tanh(t), arctan(t), log(1 + t), etc. L'application de son approche reste néanmoins limitée à la recherche d'expressions sous forme de fraction continue généralisée de nombres spécifiques ; Lambert ne cherche pas a priori à mieux connaître le comportement d'une fonction.
Joseph-Louis Lagrange (1736-1813) généralise l'emploi des fractions continues à l'analyse. Son optique est plus proche de celle de l'article. La fraction continue d'une fonction est utilisée comme un outil de résolution d'équations différentielles ; il est nécessaire de réduire la fraction continue qui s'exprime alors comme une fonction rationnelle et Lagrange remarque que dans l'un de ses exemples, les développements limités de la solution et de la fraction rationnelle coïncident « jusqu'à la puissance de x inclusivement qui est la somme des deux plus hautes puissances de x dans le numérateur et dans le dénominateur », ce qui correspond à une définition moderne des approximants de Padé. Carl Friedrich Gauss (1777-1855) utilise les résultats de Lagrange et généralise l'usage des fractions continues au plan complexe ; les fractions continues de Gauss permettent de retrouver des développements en fraction continue de nombreux quotients de fonctions hypergéométriques. L'approche reste néanmoins empirique. Rien ne permet de déterminer de manière exhaustive toutes les fractions continues associées à une fonction analytique donnée ou même encore d'ébaucher une classification des fractions continues.

### Formalisation

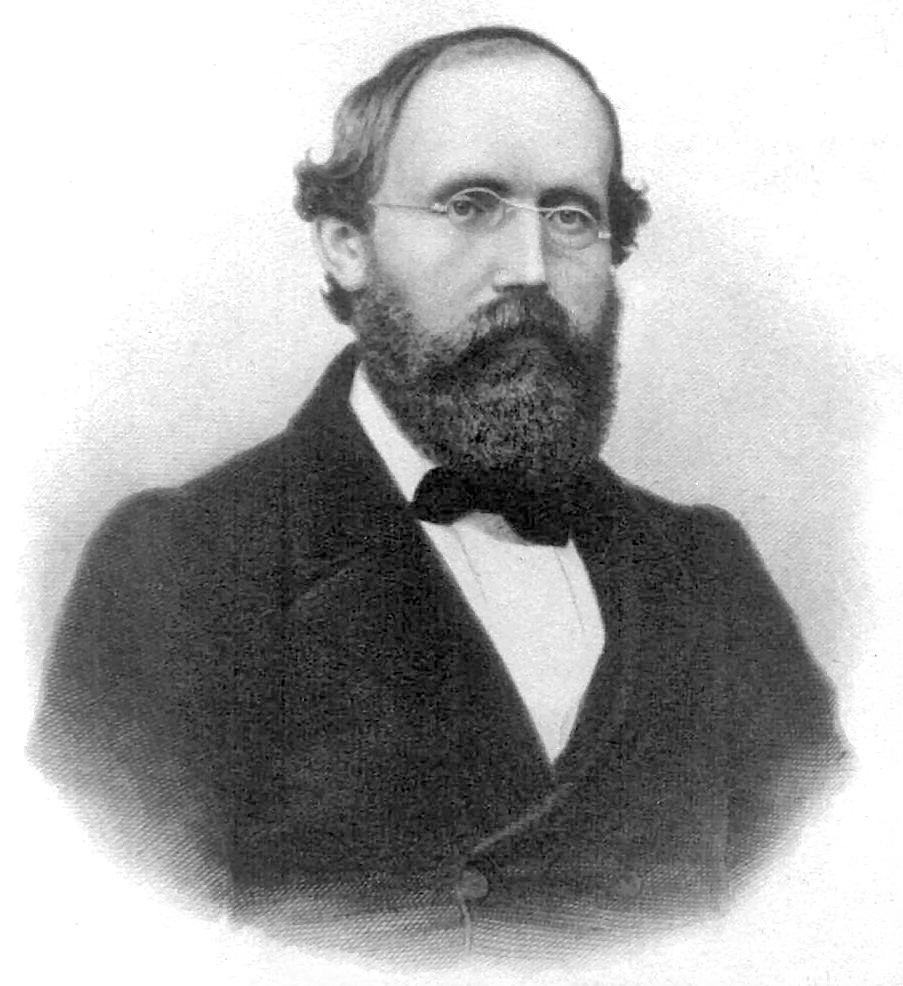
Riemann met en évidence un des intérêts des approximants de Padé : ils permettent parfois de prolonger des fonctions analytiques complexes.

Une triple motivation modifie à la fois l'approche et les questions relatives à ces fractions continues un peu spéciales. La première est la conséquence des travaux de Bernhard Riemann (1826-1866). Elles mettent en évidence l'importance de l'analyse complexe, dans cet univers, les fonctions sont souvent définies par des séries entières. Or ces séries ne sont pas convergentes à l'extérieur d'un disque donné, la question du prolongement est parfois cruciale. Les approximants de Padé n'ont pas toujours cette limitation, comme le montre l'exemple de la tangente. Leur étude est naturellement « devenue à l'ordre du jour, de la légitimité de l'emploi, dans le calcul, des séries divergentes ». Riemann étudie la convergence des fractions continues de Gauss. Cette convergence est à la base d'une[réf. nécessaire] démonstration du théorème d'Apéry, prouvé en 1977 et énonçant que l'image de 3 par la fonction zêta de Riemann est un nombre irrationnel.
Charles Hermite, le directeur de thèse de Padé, étudie la question de l'interpolation d'une fonction par une fraction rationnelle ainsi que les propriétés de fractions continues associées à l'exponentielle, ce qui lui permet de montrer la transcendance de e, le premier nombre démontré transcendant qui n'a pas été spécialement conçu pour une démonstration (comme ceux de Liouville). Sur la base de ces idées, Ferdinand von Lindemann démontre la transcendance de π en 1882 clôturant ainsi la question millénaire de la quadrature du cercle. Ce problème, que Charles Hermite croyait hors de portée et dont il disait : « Je ne me hasarderai point à la recherche d’une démonstration de la transcendance du nombre π. Que d’autres tentent l’entreprise […] mais croyez-m’en, mon cher ami, il ne laissera pas que de leur en coûter quelques efforts » était résoluble avec les techniques qu'il avait développées. Enfin, l'étude de systèmes dynamiques complexes comme ceux étudiés par Henri Poincaré pour démontrer la statibilité du système solaire impose l'usage de fractions continues de type Padé.
Il est donc naturel que la question des fractions continues, construites à l'aide de fonctions rationnelles, soient à l'ordre du jour à la fin du XIXe siècle. Cependant, en 1890, Poincaré décrit la théorie des fractions continues algébriques comme une « sorte de terra incognita » dont « la carte est encore presque blanche ». Henri Padé étudie la question sous un jour nouveau. Il cherche systématiquement la fraction rationnelle dont le numérateur et le dénominateur ont des degrés respectifs ne dépassant pas les valeurs d'un couple (p, q) et qui approxime localement le mieux une fonction analytique donnée. Son travail de thèse, soutenu à l'université de la Sorbonne en 1892, consiste à étudier la table de ces approximants et à en établir une théorie très générale. Il détermine les lois qui permettent de passer de cette table aux fractions continues, dont il parvient à classifier les représentants importants. En 1898, il applique sa théorie à la fonction exponentielle, indique comment construire toutes les fractions continues régulières de cette fonction. Avant son mémoire, seuls cinq exemples étaient connus ; son travail montre qu'ils ne correspondent qu'à des cas particuliers d'une triple infinité de fractions.
Une question reste encore largement ouverte : la convergence des différentes fractions continues que l'on peut construire. En 1894, Thomas-Joannes Stieltjes est d'un apport considérable sur cette question. Il établit exactement, pour une vaste famille de fractions continues, le domaine de convergence ; ce sont celles qui s'avèrent nécessaires pour démontrer la stabilité du système solaire étudiée par Poincaré. Cette question de la convergence est jugée suffisamment importante pour faire l'objet du Grand prix de l'Académie des sciences de Paris de 1906. Son jury est composé par des grands noms de l'époque comme Poincaré ou Picard. Il est remporté par Padé qui dit présenter « une sorte de synthèse et très large généralisation des résultats […] de Thomé, Laguerre et M. de Montessus », tout en « ne parvenant pas à achever […] la transformation et la généralisation des résultats […] de Stieltjes, [… ayant interrompu ces recherches à la suite de] la publication des beaux résultats obtenus dans cette voie par M. Van Vleck. »

## Définitions et premières propriétés

### Définitions
Dans toute la suite de l'article, f(t) désigne une fonction analytique en 0 et qui ne s'annule pas en 0. Le fait que cette fonction ne s'annule pas en 0 ne limite en rien la généralité des propos. Si g(t) est une fonction analytique en 0, il existe nécessairement une valeur n telle que g(t) soit égal à tnf(t) où f est une fonction qui satisfait les hypothèses précédentes. Les lettres p et q désignent deux entiers positifs.
Pour Padé, la première question associée à sa théorie est : Existe-t-il une fraction rationnelle h/k telle que h soit un polynôme de degré p, k un polynôme de degré q et telle que la fraction ait le même développement limité à l'ordre p + q que f ? Elle amène la définition suivante :
- Un approximant de Padé d'indice (p, q) de la fonction f désigne une fraction rationnelle h/k telle que les degrés des polynômes h et k soient inférieurs ou égaux respectivement à p et q et que h/k approxime f en 0 au moins à l'ordre p + q.

Si cette définition est souvent reprise, elle n'est pas totalement satisfaisante. Pour s'en rendre compte le plus simple est de considérer le cas où f(t) est égal à 1 + t2. Recherchons l'approximation d'indice (1,1). Si a + bt désigne le dénominateur, son produit avec la fonction f(t) ne doit pas comporter de terme du deuxième degré, ce qui impose à a d'être nul. Le numérateur doit alors être égal, lui aussi, à bt. Cependant, la fonction constante bt/bt = 1 n'approxime 1 + t2 qu'à l'ordre 1. Cet exemple montre qu'il n'existe pas d'approximant de Padé d'indice (1,1). Pour cette raison, une deuxième définition s'avère nécessaire. On n'espère plus une fraction qui approche la fonction f à l'ordre p + q et l'on se contente de choisir, parmi les fractions dont les degrés des numérateur et dénominateur sont majorés respectivement par p et q, une fraction qui approxime f le mieux possible :
- Les termes de fraction réduite ou réduite d'indice (p,q) de la fonction f désignent une fraction rationnelle h/k telle que les degrés des polynômes h et k soient inférieurs ou égaux respectivement à p et q et telle que pour tous polynômes u et v de degrés inférieurs ou égaux respectivement à p et q, le développement limité de u/v coïncide avec celui de f à un ordre moins grand que ne le fait celui de h/k. La réduite d'indice (p,q) est parfois notée f[p,q].

### Premières propriétés
La définition de réduite, moins restrictive que celle d'approximant de Padé pallie l'absence de réponse positive à la première question : par définition même, son existence est garantie. Un résultat essentiel à la théorie affirme non seulement l'existence d'une réduite h/k mais aussi son unicité, sous une certaine forme : on peut toujours rendre h et k premiers entre eux, puis rendre égal à 1 le terme constant de k (qui est non nul puisque 0 n'est pas un pôle) :
Théorème — Pour tout couple (p, q), la réduite d'indice (p, q) de f est l'unique fraction rationnelle irréductible h/k telle que deg(h) ≤ p, deg(k) ≤ q et h/k approxime f à l'ordre (au moins) max(p + deg(k), q + deg(h)).
Les analogies avec la fraction continue (comme le premier des trois corollaires de la section suivante) sont multiples, ce qui justifie un vocabulaire commun.

### Table de Padé
Une méthode de présentation des approximants est la table de Padé. Elle consiste en un tableau à double entrée dont la case de colonne p et de ligne q contient la réduite d'indice (p, q). L'article Approximant de Padé de la fonction exponentielle propose celle de l'exponentielle, où chaque case contient une fraction rationnelle distincte. Tel n'est trivialement pas le cas pour une fonction f paire, puisque sa table n'est qu'un dédoublement des lignes et colonnes de celle de la fonction g telle que f(t) = g(t2). Voici par exemple la table de la fonction arctan(t)/t :
| {\displaystyle {\phantom {p}}\quad {\begin{matrix}\\q\end{matrix}}\quad \!p\,} | {\displaystyle 0}                                                                             | {\displaystyle 1}                                                                             | {\displaystyle 2}                                                                                             | {\displaystyle 3}                                                                                             | {\displaystyle 4} | {\displaystyle 5} |
| {\displaystyle 0}                                                              | {\displaystyle \quad {\color {Blue}1}\quad }                                                  | {\displaystyle \quad {\color {Blue}1}\quad }                                                  | {\displaystyle {\color {Red}1-{\frac {1}{3}}t^{2}}}                                                           | {\displaystyle {\color {Red}1-{\frac {1}{3}}t^{2}}}                                                           | {\displaystyle {\color {PineGreen}1-{\frac {1}{3}}t^{2}+{\frac {1}{5}}t^{4}}}                                                        | {\displaystyle {\color {PineGreen}1-{\frac {1}{3}}t^{2}+{\frac {1}{5}}t^{4}}}                                                        |
| {\displaystyle 1}                                                              | {\displaystyle \quad {\color {Blue}1}\quad }                                                  | {\displaystyle \quad {\color {Blue}1}\quad }                                                  | {\displaystyle {\color {Red}1-{\frac {1}{3}}t^{2}}}                                                           | {\displaystyle {\color {Red}1-{\frac {1}{3}}t^{2}}}                                                           | {\displaystyle {\color {PineGreen}1-{\frac {1}{3}}t^{2}+{\frac {1}{5}}t^{4}}}                                                        | {\displaystyle {\color {PineGreen}1-{\frac {1}{3}}t^{2}+{\frac {1}{5}}t^{4}}}                                                        |
| {\displaystyle 2}                                                              | {\displaystyle {\color {Maroon}{\frac {1}{1+{\frac {1}{3}}t^{2}}}}}                           | {\displaystyle {\color {Maroon}{\frac {1}{1+{\frac {1}{3}}t^{2}}}}}                           | {\displaystyle {\color {Plum}{\frac {1+{\frac {4}{15}}t^{2}}{1+{\frac {9}{15}}t^{2}}}}}                       | {\displaystyle {\color {Plum}{\frac {1+{\frac {4}{15}}t^{2}}{1+{\frac {9}{15}}t^{2}}}}}                       | {\displaystyle {\color {BrickRed}{\frac {1+{\frac {8}{21}}t^{2}+{\frac {4}{105}}t^{4}}{1+{\frac {5}{7}}t^{2}}}}}                     | {\displaystyle {\color {BrickRed}{\frac {1+{\frac {8}{21}}t^{2}+{\frac {4}{105}}t^{4}}{1+{\frac {5}{7}}t^{2}}}}}                     |
| {\displaystyle 3}                                                              | {\displaystyle {\color {Maroon}{\frac {1}{1+{\frac {1}{3}}t^{2}}}}}                           | {\displaystyle {\color {Maroon}{\frac {1}{1+{\frac {1}{3}}t^{2}}}}}                           | {\displaystyle {\color {Plum}{\frac {1+{\frac {4}{15}}t^{2}}{1+{\frac {9}{15}}t^{2}}}}}                       | {\displaystyle {\color {Plum}{\frac {1+{\frac {4}{15}}t^{2}}{1+{\frac {9}{15}}t^{2}}}}}                       | {\displaystyle {\color {BrickRed}{\frac {1+{\frac {8}{21}}t^{2}+{\frac {4}{105}}t^{4}}{1+{\frac {5}{7}}t^{2}}}}}                     | {\displaystyle {\color {BrickRed}{\frac {1+{\frac {8}{21}}t^{2}+{\frac {4}{105}}t^{4}}{1+{\frac {5}{7}}t^{2}}}}}                     |
| {\displaystyle 4}                                                              | {\displaystyle {\color {ForestGreen}{\frac {1}{1+{\frac {1}{3}}t^{2}-{\frac {4}{45}}t^{4}}}}} | {\displaystyle {\color {ForestGreen}{\frac {1}{1+{\frac {1}{3}}t^{2}-{\frac {4}{45}}t^{4}}}}} | {\displaystyle {\color {Brown}{\frac {1+{\frac {11}{21}}t^{2}}{1+{\frac {6}{7}}t^{2}+{\frac {3}{35}}t^{4}}}}} | {\displaystyle {\color {Brown}{\frac {1+{\frac {11}{21}}t^{2}}{1+{\frac {6}{7}}t^{2}+{\frac {3}{35}}t^{4}}}}} | {\displaystyle {\color {Violet}{\frac {1+{\frac {7}{9}}t^{2}+{\frac {64}{945}}t^{4}}{1+{\frac {10}{9}}t^{2}+{\frac {5}{21}}t^{4}}}}} | {\displaystyle {\color {Violet}{\frac {1+{\frac {7}{9}}t^{2}+{\frac {64}{945}}t^{4}}{1+{\frac {10}{9}}t^{2}+{\frac {5}{21}}t^{4}}}}} |
| {\displaystyle 5}                                                              | {\displaystyle {\color {ForestGreen}{\frac {1}{1+{\frac {1}{3}}t^{2}-{\frac {4}{45}}t^{4}}}}} | {\displaystyle {\color {ForestGreen}{\frac {1}{1+{\frac {1}{3}}t^{2}-{\frac {4}{45}}t^{4}}}}} | {\displaystyle {\color {Brown}{\frac {1+{\frac {11}{21}}t^{2}}{1+{\frac {6}{7}}t^{2}+{\frac {3}{35}}t^{4}}}}} | {\displaystyle {\color {Brown}{\frac {1+{\frac {11}{21}}t^{2}}{1+{\frac {6}{7}}t^{2}+{\frac {3}{35}}t^{4}}}}} | {\displaystyle {\color {Violet}{\frac {1+{\frac {7}{9}}t^{2}+{\frac {64}{945}}t^{4}}{1+{\frac {10}{9}}t^{2}+{\frac {5}{21}}t^{4}}}}} | {\displaystyle {\color {Violet}{\frac {1+{\frac {7}{9}}t^{2}+{\frac {64}{945}}t^{4}}{1+{\frac {10}{9}}t^{2}+{\frac {5}{21}}t^{4}}}}} |

Ici, les mêmes fractions sont affichées à l'aide d'une couleur commune. On remarque qu'elles couvrent des surfaces carrées. On peut préciser ces carrés :
Théorème — Soient h/k une fraction rationnelle irréductible, p le degré de h, q le degré de k, et p + q + ω l'ordre exact auquel h/k approxime f. Les indices pour lesquels h/k est une réduite de f sont les couples (p + i, q + j) pour 0 ≤ i ≤ ω et 0 ≤ j ≤ ω.
En effet, d'après le théorème de la section précédente, les indices (m, n) pour lesquels h/k est une réduite sont ceux pour lesquels p ≤ m, q ≤ n et max(m + p, n + q) ≤ p + q + ω.
On en déduit le cas particulier ω infini, ainsi que — lorsque l'ensemble de couples ci-dessus est non vide, c'est-à-dire ω ≥ 0 — le lien entre les notions d'approximant de Padé et de réduite :
Corollaires — Soient h, k, p, q et ω comme ci-dessus.
- La fonction f coïncide avec h/k sur un voisinage de 0 si et seulement si, pour tous m ≥ p et n ≥ q, sa  réduite d'indice (m, n) est égale à h/k.
- Si h/k est un approximant de Padé d'indice (m, n) alors il est égal à la réduite d'indice (m, n).
- Si h/k fait partie des réduites de f alors, les indices pour lesquels c'est même un approximant de Padé sont les couples (p + i, q + j) pour i, j ≥ 0 et i + j ≤ ω.

## Fraction continue

### Généralités
L'approximant de Padé est particulièrement utile au sein d'une suite de réduites de plus en plus avancées. Une réduite est dite plus avancée qu'une autre lorsque la somme des deux coordonnées du centre du carré (constitué de cases de réduites identiques) où se situe la première est strictement plus élevée que celle de l'autre, autrement dit — d'après le théorème précédent — lorsqu'elle constitue (au voisinage de 0) une meilleure approximation. Ces suites représentent un peu l'équivalent d'une série entière. Une série entière peut être vue comme une suite de polynômes qui approxime localement de mieux en mieux la fonction cible, à l'image des suites d'approximants décrites dans ce paragraphe. Une suite de cette nature est toujours la suite des réduites d'une fraction continue généralisée :

Soit (hn/kn) une suite de fractions rationnelles dont la première est non nulle et chacune est distincte de la suivante. Il existe deux suites de fractions rationnelles (αn) et (βn) telles que les hn et kn soient exactement les numérateurs et dénominateurs des réduites de{\displaystyle (I)\quad \beta _{0}+{\frac {\alpha _{1}\mid }{\mid \beta _{1}}}+{\frac {\alpha _{2}\mid }{\mid \beta _{2}}}+\cdots \quad {\text{ou de}}\quad (II)\quad {\frac {\alpha _{0}\mid }{\mid \beta _{0}}}+{\frac {\alpha _{1}\mid }{\mid \beta _{1}}}+\cdots .}

Il suffit en effet de définir (αn) et (βn) par la relation de récurrence :
et l'initialisation (en supposant, dans le cas (I), que k0 = 1) :
Les (αn) et (βn) ainsi construites sont en général seulement des suites de fractions rationnelles. On peut bien sûr, dans ce cas, les convertir (sans modifier les réduites) en des suites de polynômes, mais l'inconvénient est que les nouveaux numérateurs An et dénominateurs Bn des réduites ne coïncideront alors plus avec les anciens, hn et kn : on aura seulement égalité des fractions rationnelles, An/Bn = hn/kn, les nouveaux numérateur et dénominateur pouvant être multipliés par un polynôme parasite. Il complexifie inutilement l'expression de la réduite et, pour un calcul effectif, ajoute une instabilité par l'adjonction de singularités factices.

### Fraction continue simple
Pour éviter l'apparition par conversion des polynômes parasites décrits au paragraphe précédent, il faut et il suffit que les fractions rationnelles αn et βn, définies comme ci-dessus à partir des hn et kn, soient déjà des polynômes. Padé limite l'étude des suites (hn/kn) pour lesquelles cette condition est vérifiée, en ajoutant des contraintes :
- Une fraction continue (de type (I) ou (II) ci-dessus) est dite simple lorsque ses numérateurs partiels αn sont des monômes non constants, sauf α0 (pour le type (II)) qui doit être une constante non nulle et lorsque de plus, chacun de ses dénominateurs partiels βn est un polynôme de terme constant non nul[29].

Cette condition est un peu équivalente à celle qui sépare les fractions continues de nombres réels, dont les numérateurs partiels sont toujours égaux à 1, d'avec les fractions continues généralisées qui ont des numérateurs partiels quelconques. À l'image de la situation des fractions continues de nombres réels, le numérateur et le dénominateur de chaque réduite sont alors premiers entre eux, d'après la caractérisation suivante :

Une suite de couples de polynômes (hn, kn), est la suite des numérateurs et dénominateurs des réduites d'une fraction continue simple de type (I) (resp. (II)) si et seulement si :
1. h0 et tous les kn ont un terme constant non nul ;
2. les hnkn+1 – hn+1kn sont des monômes non nuls ;
3. la suite de leurs degrés est strictement croissante ;
4. k0 = 1 (resp. h0 est constant).

Cette propriété générale indique comment choisir une suite d'approximants de Padé f[pn, qn] pour que la fraction continue associée soit simple. En effet, la condition 1 est toujours vérifiée, la 4 l'est si le premier approximant est au bord du tableau — c'est-à-dire p0 ou q0 nul, selon le type — et, sous réserve que la condition 2 soit assurée par d'autres moyens, la propriété suivante garantit la condition 3 :

Soit une suite d'approximants de Padé f[pn, qn] tels que pour tout entier naturel n, le polynôme suivant soit un monôme non nul :{\displaystyle h_{p_{n},q_{n}}k_{p_{n+1},q_{n+1}}-h_{p_{n+1},q_{n+1}}k_{p_{n},q_{n}}.}Pour que la suite des degrés de ces monômes soit strictement croissante, il suffit que les deux suites (pn) et (qn) soient croissantes.

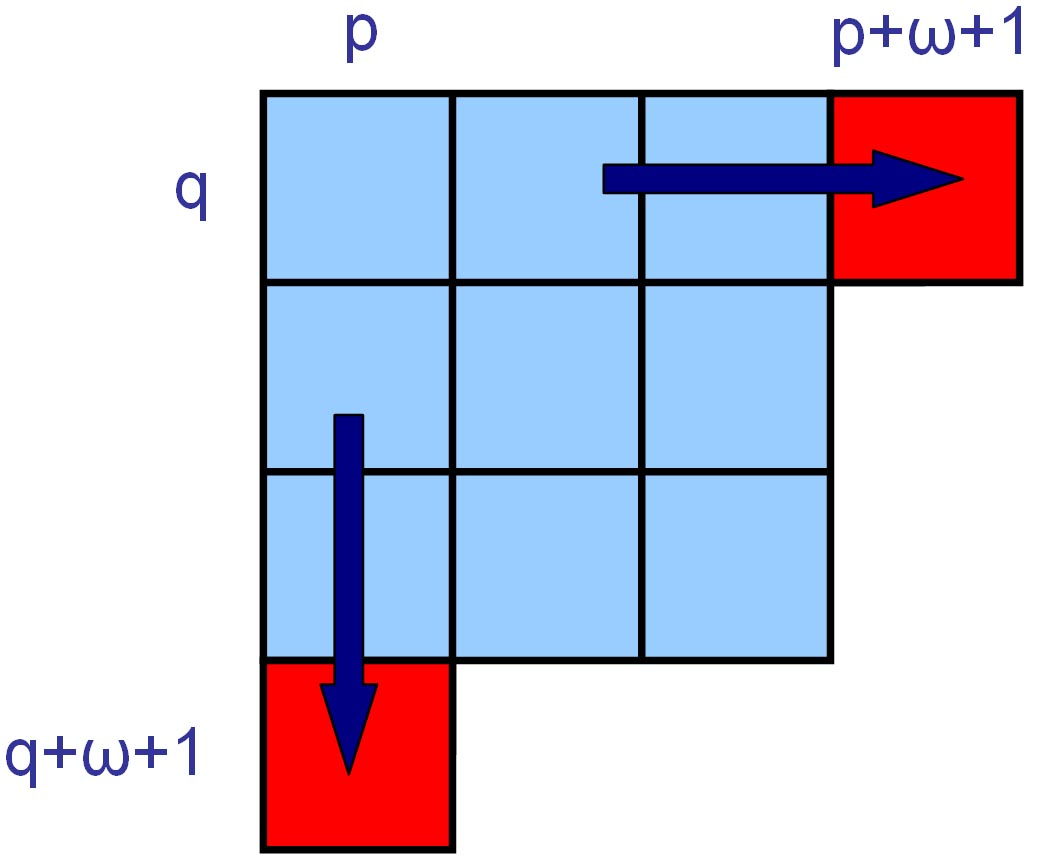

Il reste encore à trouver un moyen pratique pour assurer la condition 2. La connaissance de la structure de la table de Padé permet de répondre à ce besoin. Elle est composée de carrés ne contenant que des réduites égales. Soient p, q et ω trois entiers positifs tels que les couples (p, q), (p+ω, q), (p, q+ω) et (p+ω, q+ω) forment les sommets du carré contenant toutes les occurrences de l'approximant de Padé f[p, q], comme indiqué à la fin du § « Table de Padé ». La propriété suivante permet de trouver les candidats pour la construction d'une fraction continue simple :

- Les deux polynômes suivants sont des monômes non nuls :{\displaystyle h_{p,q}k_{p+\omega +1,q}-h_{p+\omega +1,q}k_{p,q},\quad h_{p,q}k_{p,q+\omega +1}-h_{p,q+\omega +1}k_{p,q}.}
- Si ω est égal à 0, le polynôme suivant est un monôme non nul :{\displaystyle h_{p,q}k_{p+1,q+1}-h_{p+1,q+1}k_{p,q}.}

La figure de droite illustre cette situation. Toutes les cases du carré bleu contiennent la même réduite. Si l'une de ses cases est un élément de la suite des approximants de Padé et si la suivante est l'une des deux cases rouges, le numérateur partiel de la fraction continue est un monôme non nul et le dénominateur un polynôme de terme constant non nul. Dans le cas où le carré se réduit à une unique case, il est aussi possible de choisir la case diagonale en bas à droite.

### Fraction continue régulière
Même en imposant à la fraction continue d'être simple, il reste encore un très vaste choix de suites d'approximants disponibles. Il suffit de partir du bord de la table, c'est-à-dire d'un indice (p, 0) ou (0, q), et de sauter d'un carré au carré adjacent situé soit en bas soit à droite. Deux choix au moins se présentent à chaque étape et trois si la largeur du carré est égal à 1. Une nouvelle contrainte peut encore simplifier massivement les calculs :
- Une fraction simple est dite régulière lorsque[30] tous les αn sont de même degré sauf éventuellement α0 et α1 et tous les βn sont de même degré sauf éventuellement β0.

Une telle recherche est plus facile à formuler si les carrés de même réduites de la table de Padé présentent une géométrie régulière. Étudions le cas où ω, la longueur du côté d'un carré quelconque, est toujours égale à 1. Trois déplacements sont possibles : vers le bas, la droite ou en diagonale, en bas à droite, pour assurer la simplicité. Ajouter la régularité impose un déplacement précis. Il en existe de trois types différents.

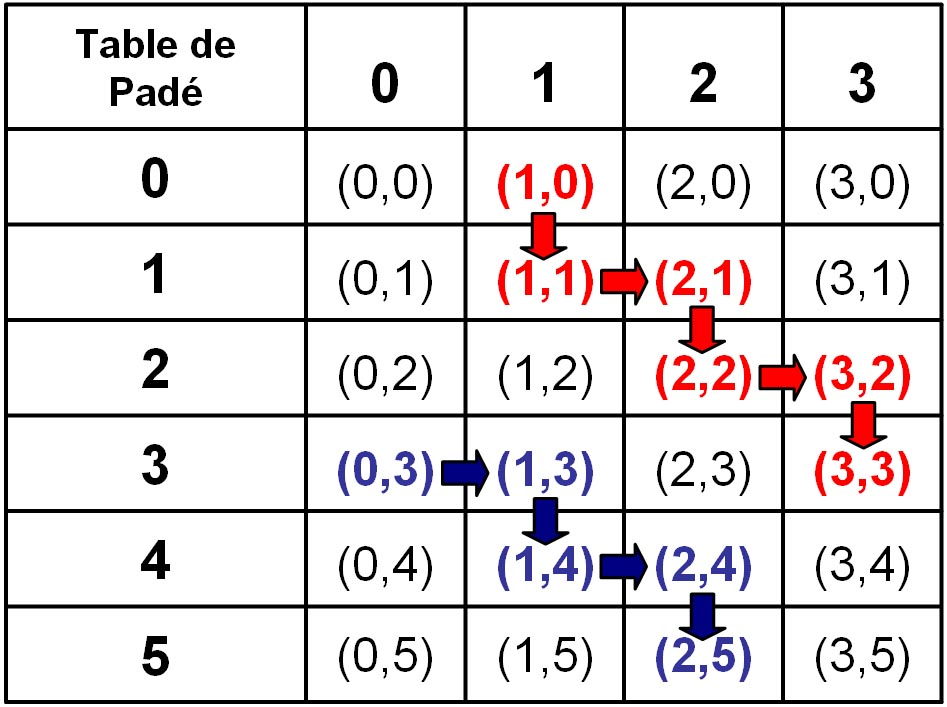
Fraction continue régulière de type I,privée de la première case de sa trajectoire

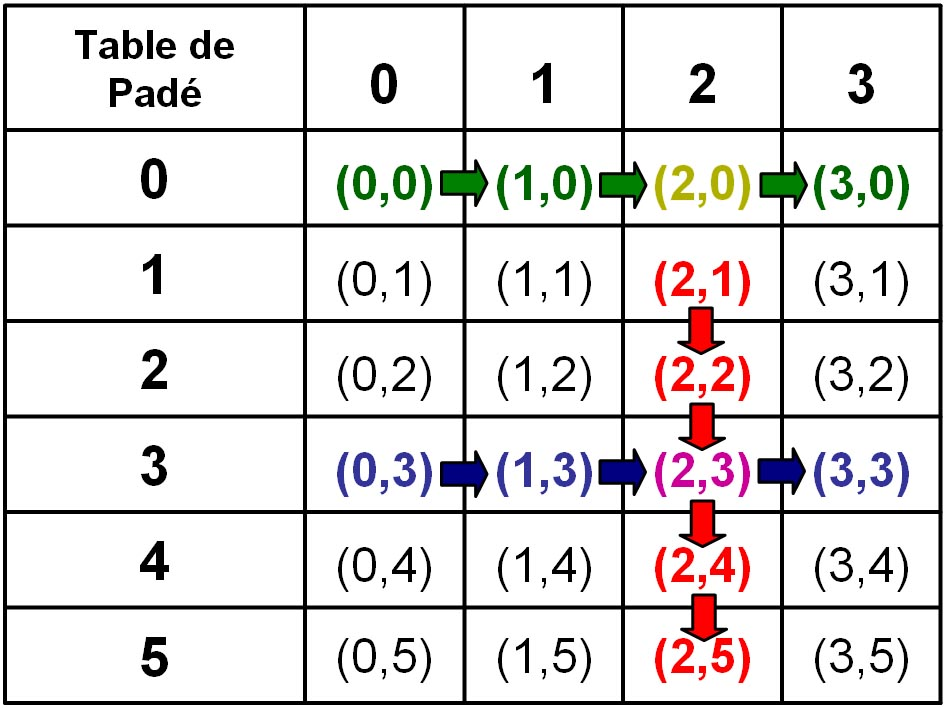
Fraction continue régulière de type II

Pour le premier type, on démarre soit par une descente le long du bord vertical, soit par un déplacement à droite le long du bord horizontal, puis la suite suit une trajectoire en escalier, illustrée sur la figure de gauche et composée d'une alternance régulière de déplacements une fois vers la droite puis une fois vers le bas. Les numérateurs partiels de la fraction continue sont des monômes du premier degré et les dénominateurs partiels sont égaux à 1 (sauf quelques termes initiaux, cf. définition ci-dessus). Par exemple, pour la fonction exponentielle, Lagrange démarre par la réduite d'indice (0, 0) et obtient, en suivant la trajectoire illustrée en rouge, le résultat suivant :
L'approche consistant à construire la fraction continue à l'aide d'une relation de récurrence est déjà présente dans celle des « divisions successives » que faisait Lambert et son développement de la fonction tangente, divisée par t pour être non nulle en 0, fait aussi partie de ce type : le développement de la fonction paire tan(t)/t (vue comme une fonction de t2)
correspond à la trajectoire (0, 0), (0, 1), (1, 1), (1, 2)…
Le type II correspond à la figure de droite. Il suppose un déplacement constant soit vers le bas, soit vers la droite. Le numérateur est toujours un monôme de degré 1 mais cette fois, le dénominateur est un polynôme de degré 1. Lorsque ce déplacement se fait le long de la première ligne du tableau (en vert sur la figure), la fraction continue obtenue est celle déduite d'une formule d'Euler et ses réduites sont les sommes partielles de la série entière. Un premier exemple est celle associée à la série exponentielle :
Un autre exemple est donné par la fonction paire suivante (vue comme fonction de t2) issue du logarithme :
On a longtemps cru que ce type de fraction continue n'était qu'une exception. Il existe pourtant une infinité de fractions continues de cette nature — une par ligne et une par colonne — pour chaque fonction analytique, sous réserve que chaque carré soit de côté 1.

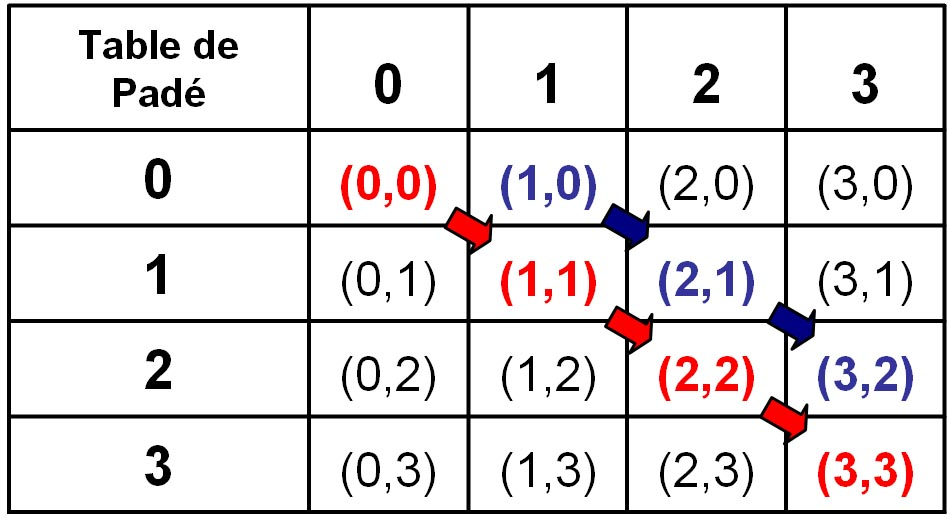
Fraction continue régulière de type III

Le troisième type est celui de l'exemple du § « Fonction exponentielle » ci-dessus. Le numérateur est un monôme de degré 2 et le dénominateur un polynôme de degré 1, avec une exception possible : il arrive que le monôme dominant du dénominateur se simplifie systématiquement. Un exemple se trouve dans l'article Approximant de Padé de la fonction exponentielle. Cet article traite exclusivement d'une fonction particulière mais la logique décrite est générale aux tables de Padé dont les carrés sont tous de côtés 1 et le raisonnement se généralise à des tables plus complexes.

## Convergence

### Structure du domaine
L'un des attraits de l'approximant de Padé est sa capacité à avaler les pôles d'une fonction analytique.[réf. nécessaire] La question de la convergence est, en conséquence, particulièrement cruciale. Elle est néanmoins difficile, contrairement à ce que laisseraient espérer l'exemple de la fonction exponentielle et le développement particulier de la fonction tangente étudié ici. Sans même aborder la délicate question du lien, en un point où toutes deux sont définies, entre la limite de la fraction continue et la série entière f de départ, ce paragraphe se borne, comme (Padé 1892), à quelques remarques élémentaires sur la convergence des fractions continues simples.
Soit (hn/kn) la suite des réduites d'une fraction continue simple de type (I). On a donc, pour tout entier n > 0, hn(t)kn–1(t) – hn–1(t)kn(t) = aνntνn, où la suite des exposants νn est strictement croissante, si bien qu'en notant dn le polynôme knkn–1 :
et
Notons D le disque de convergence de la série entière de terme général aktk (en posant ak = 0 si k n'est pas égal à l'un des νn).
- Pour N et c > 0 fixés, soit H l'ensemble des t pour lesquels, à partir de l'indice N, le module de dn(t) reste supérieur à c. Sur l'intersection de H et du disque ouvert D, la fraction continue converge (elle converge même uniformément sur tout compact de H⋂D).
- En tout point t extérieur au disque fermé D et pour lequel la suite (dn(t)) reste bornée, la fraction continue diverge.

### Illustration par l'exemple de la fonction tangente
Modifions un peu les conventions du § « Fonction tangente » ci-dessus pour rendre égal à 1 le terme constant de chaque dénominateur kn :
Les fractions sont les mêmes à un facteur multiplicatif près du numérateur et du dénominateur, qui ne modifie donc pas leurs valeurs. Elles sont maintenant normalisées. Avec les notations du paragraphe précédent, on a :
Il suffit de minorer 2i – 1 par i pour conclure que la série entière de coefficients an est majorée terme à terme par exp(t2). Son rayon de convergence est donc infini.

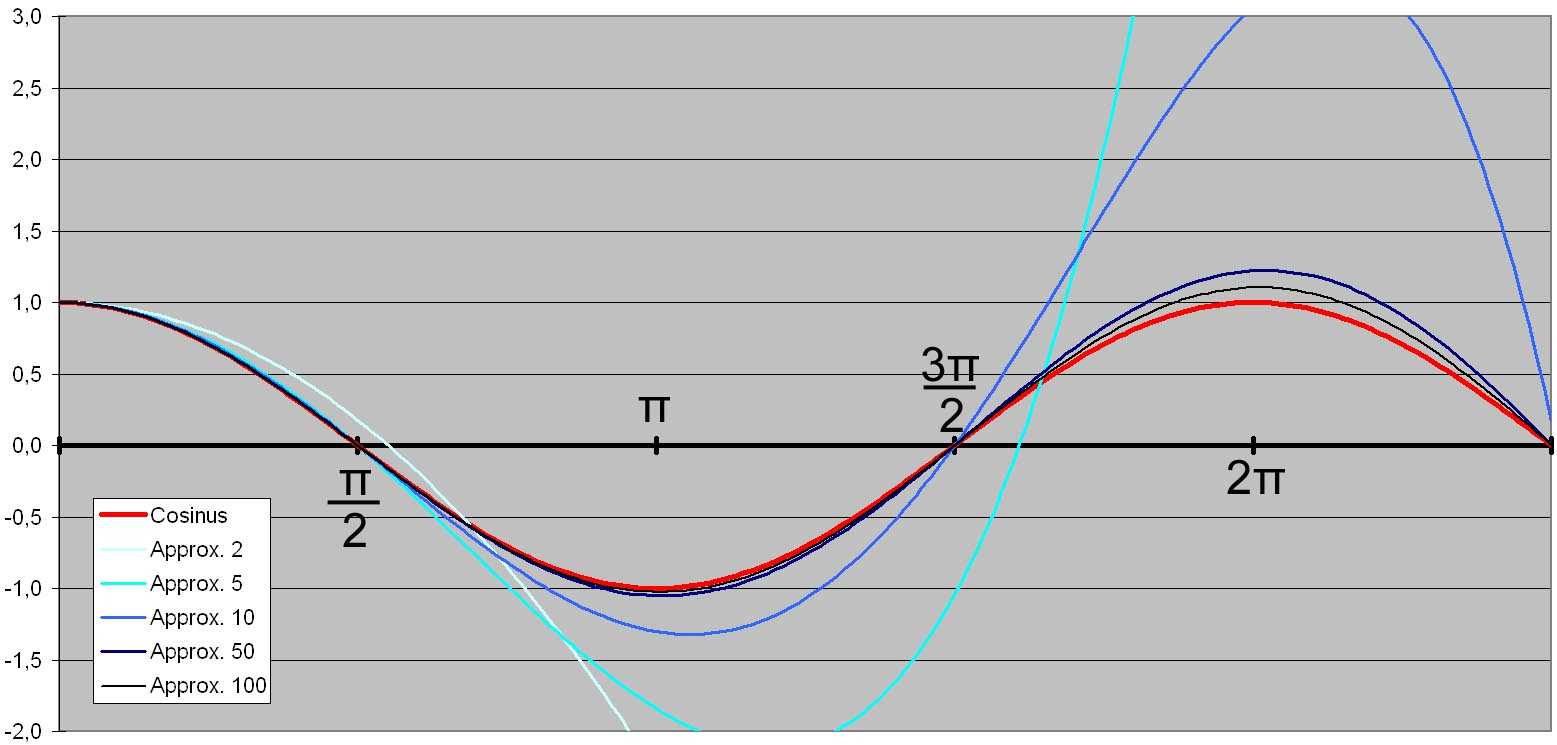
La suite des dénominateurs de la fraction continue converge manifestement vers la fonction cosinus.

Il suffit alors de vérifier que la suite des dénominateurs n'a pas tendance à se rapprocher de zéro en dehors des pôles de la fonction tangente. Le graphique ci-dessus laisse prévoir que cette suite converge vers la fonction cosinus. Un calcul (cf. boîte déroulante ci-dessous) confirme que cette convergence a lieu sur tout le plan complexe et est uniforme sur tout compact. La suite (dn(t)) converge donc vers cos2(t).
Soit K un fermé du plan complexe, borné par un réel M, et ne contenant aucun des zéros de la fonction cosinus (qui sont les (2j+1)π/2 pour tout entier j). D'après le paragraphe précédent, la suite des approximants de Padé est uniformément convergente sur K. (En effet, il existe une constante strictement positive 2c telle que le module de cos2(t) soit supérieur à 2c pour tout t de K donc il existe un rang N tel que toute fonction de la suite (dn(t)) d'indice supérieur à N est, en module, supérieure à c sur K.)
Cela ne suffit pas à prouver que la limite est bien la fonction tangente. Lambert, lui, montre directement non seulement cette convergence des dénominateurs vers cosinus mais aussi des numérateurs vers sinus.